# ヤンマガKC
ヤンマガKC（ヤンマガケーシー）は、講談社の発行する漫画雑誌『週刊ヤングマガジン』およびその増刊誌の漫画単行本レーベル。「YMKC」と省略して表記される場合がある他、全て略さない名称は「ヤングマガジン講談社コミックス」（ヤングマガジンこうだんしゃコミックス）。

## 概要
初期のヤンマガKCは新書判で発行され最初に『P.S. 元気です、俊平』（柴門ふみ）、『OH! タカラヅカ』（史村翔・小野新二）、『Good Girl』（柳沢きみお）、『練馬のイタチ』（ちばてつや）が1981年6月10日に刊行された。その後ヤンマガKCスペシャル（ヤンマガケーシースペシャル）というB6判の単行本が新設され、『酎ハイれもん』（史村翔・しのはら勉）が1983年6月13日に刊行された。
暫くは両方が並行して出版されてきたが1986年に新書判のヤンマガKCレーベルが廃止となり、後にヤンマガKCスペシャルレーベルがヤンマガKCの名称を継承し、現在に至る。ただしヤンマガKCスペシャルとして最初に刊行された作品シリーズ（楠みちはる『湾岸ミッドナイト』など）は、ヤンマガKCスペシャルがヤンマガKCと統合された後も「ヤンマガKCスペシャル」の名称が継続して使われている。
特徴としては、逆三角にKCにヤンマガマークが付き、各種作品別にカラーやデザインが決まっている。

## 関連レーベル
ヤンマガKCエグザクタ
『ヤングマガジン増刊エグザクタ』掲載作品の専用レーベル。同誌の休刊に伴って廃止。1995年10月6日に『BOXER』（岡村篤）、『気分はスーパータフ』（木内一雅・渡辺潤）、『汝、隣人²を愛せよ』（綾坂みつね）が最初に刊行された。
アッパーズKC
『ヤングマガジンアッパーズ』掲載作品の専用レーベル。同誌の休刊に伴って廃止。1998年11月9日に『鋼-HAGANE-』（神崎将臣）、『まんちょくスナイパーとどめ』（片山まさゆき）、『恋人プレイ』（玉置勉強）、『水の中の月』（土田世紀）、『さんぴんぶれいく』（史村翔・山本隆一郎）が最初に刊行された。
ワイドKCヤンマガ
汎用レーベル「ワイドKC」のヤンマガ版。A5判の単行本。
ヤンマガKCDX
汎用レーベル「KCDX」のヤンマガ版。特装単行本。